# 埃尔泽·克吕格尔
埃尔泽·克吕格尔（Else Krüger，1915年2月9日—2005年1月24日）1942年底到1945年5月1日间担任纳粹德国高官马丁·鲍曼的秘书。
第二次世界大战柏林戰役期间，克吕格爾身在元首地堡。阿道夫·希特勒曾告知克吕格爾、爱娃·勃劳恩、格尔达·克里斯蒂安、特劳德尔·容格以及康斯坦策·曼齐亚利，必须要逃到贝格霍夫。但克吕格爾等人选择了留在元首地堡，陪伴希特勒。爱娃·布劳恩曾表示自己绝不会离开希特勒，克吕格爾听到后，拥抱了爱娃。希特勒给這些人每人一颗氰化物胶囊。1945年月4月30日下午，希特勒和爱娃自杀。
之后克吕格爾于5月1日随親衛隊旅隊領袖威廉·蒙克领导的突围组离开元首地堡。5月2日凌晨，突围组在位于王子大道上的舒尔泰斯-帕岑霍弗尔啤酒厂地窖里被苏联红军俘虏。
战后，克吕格爾曾被英方审问。后来，他和英方审讯员莱斯利·詹姆斯（Leslie James，1915-1995）于1947年12月23日在英国柴郡的沃拉西成婚。克吕格爾此后一直以艾尔泽·詹姆斯（Else James）为名生活在沃拉西，与丈夫长相厮守，直到他去世。2005年1月24日，克吕格爾死于德国，终年89岁。